# Metropolia mińsko-mohylewska
Metropolia mińsko-mohylewska (łac. Metropoli Minscensis Latinorum-Mohiloviensis) – jedyna metropolia składająca się (od 13 października 1999) z 4 diecezji obrządku łacińskiego w białoruskim Kościele katolickim. Ustanowiona bullą papieską przez Jana Pawła II 13 kwietnia 1991, obejmująca swoim zasięgiem całą Białoruś.

## Diecezje wchodzące w skład metropolii
1. Archidiecezja mińsko-mohylewska
2. Diecezja pińska
3. Diecezja grodzieńska
4. Diecezja witebska

## Biskupi metropolii

### Biskupi diecezjalni
- Metropolita: Józef Staniewski
- Sufragan: ks. bp Antoni Dziemianko (Pińsk)
- Sufragan: ks. bp Uładzimir Hulaj (Grodno)
- Sufragan: ks. bp Aleh Butkiewicz (Witebsk)

### Biskupi pomocniczy
- bp Jerzy Kosobucki (Mińsk)
- bp Alaksandr Jaszeuski SDB (Mińsk)
- bp Kazimierz Wielikosielec OP (Pińsk)
- bp Andrej Znoska (Pińsk)

### Biskupi seniorzy
- abp Tadeusz Kondrusiewicz (Mińsk)
- bp Władysław Blin (Witebsk)

## Metropolici
- 1991–2006: kard. Kazimierz Świątek
- 2007–2021: abp Tadeusz Kondrusiewicz
- od 2021 abp Józef Staniewski

## Główne świątynie
- Archikatedra Najświętszego Imienia Najświętszej Maryi Panny w Mińsku
- Bazylika Katedralna Wniebowzięcia Najświętszej Maryi Panny w Pińsku
- Bazylika Katedralna św. Franciszka Ksawerego w Grodnie
- Katedra Jezusa Miłosiernego w Witebsku
- Konkatedra Wniebowzięcia Najświętszej Maryi Panny w Mohylewie